# Jeannette Lewin
Jeannette Lewin (Vianen, 27 februari 1972) is een Nederlandse voormalige hockeyster, die 114 interlands (twaalf doelpunten) speelde voor de Nederlandse vrouwenhockeyploeg.
Haar debuut voor Oranje maakte de dynamische middenveldster op 14 december 1990 in het duel Nederland-Engeland (3-1). Afscheid nam ze acht jaar later in de troostfinale van het wereldkampioenschap in Utrecht op 31 mei 1998: Nederland-Australië (2-3).
Lewin speelde voor MHC Vianen en Kampong. 
Tegenwoordig is zij tandarts.
Carina Benninga · 
Carina Bleeker · 
Annemieke Fokke · 
Noor Holsboer · 
Danielle Koenen · 
Helen Lejeune-van der Ben · 
Jeannette Lewin · 
Caroline van Nieuwenhuyze-Leenders · 
Martine Ohr · 
Wietske de Ruiter · 
Florentine Steenberghe · 
Carole Thate · 
Jacqueline Toxopeus · 
Cécile Vinke · 
Ingrid Wolff · 
Mieketine Wouters ·
Coach: Roelant Oltmans
Dillianne van den Boogaard · 
Mijntje Donners · 
Willemijn Duyster · 
Stella de Heij · 
Noor Holsboer · 
Fleur van de Kieft · 
Nicky Koolen · 
Ellen Kuipers · 
Jeannette Lewin · 
Suzanne Plesman · 
Wietske de Ruiter · 
Florentine Steenberghe · 
Margje Teeuwen · 
Carole Thate · 
Jacqueline Toxopeus · 
Suzan van der Wielen ·
Coach: Tom van 't Hek